# Barbara Wood
Barbara Wood (* 30. Januar 1947 in Warrington bei Liverpool, England) ist eine US-amerikanische Schriftstellerin.

## Leben
Wood wanderte mit den Eltern und dem älteren Bruder in die USA ein und lebt seit 1954 in Kalifornien. Sie besuchte in Los Angeles die High School. Nach dem Abschluss schrieb sie sich an der University of California in Santa Barbara ein. Ein Jahr später brach sie das Studium ab und arbeitete ca. 10 Jahre in verschiedenen Berufen wie Sekretärin und Krankenschwester in einer neurochirurgischen Klinik.
1976 reichte sie ihre erste Erzählung ein – Hounds and Jackals (Hunde und Schakale). Der Text wurde abgelehnt. Der Redakteur vermittelte Wood allerdings an den Verleger Harvey Klinger, der auf Talentsuche war. Seither arbeiten Harvey und Wood zusammen. Seit 1980 ist sie hauptberuflich als Schriftstellerin tätig. Sie veröffentlichte auch unter dem Pseudonym Kathryn Harvey.
Die Titel der Bestsellerautorin wurden in über 30 Sprachen übersetzt. Die Heldin fast jeden Werkes ist eine emanzipierte Frau. Woods Bücher spielen an unterschiedlichen Schauplätzen weltweit. Viele wurden vor dem Schreiben von Barbara zumeist zusammen mit ihrem Mann George aufgesucht.
Es gibt zwei zusammenhängende Romane: Die Schicksalsgabe ist die Fortsetzung von Seelenfeuer.

## Werke

### Unter dem Namen „Barbara Wood“
- Hounds and jackals (1978), (dt. von Xénia Gharbi Spiel des Schicksals. Fischer, Frankfurt 1994 ISBN 3-596-12032-2; zunächst dt. von Uta McKechneay Das Geheimnis der Pyramiden. Heyne, München 1983 ISBN 3-453-11320-9)
- The Magdalena scrolls (1978), (dt. von Xénia Gharbi Der Fluch der Schriftrollen. Fischer, Frankfurt 1994 ISBN 3-596-12031-4)
- Curse this house (1978), (dt. von Mechtild Sandberg Lockruf der Vergangenheit. Fischer, Frankfurt 1990 ISBN 3-596-10196-4)
- Yesterday´s child (1979), (dt. von Mechtild Sandberg Haus der Erinnerungen. Fischer, Frankfurt 1993 ISBN 3-596-10974-4; zunächst dt. von Ingrid Hellwig Rendezvous im Totenreich. Heyne, München 1981 ISBN 3-453-11272-5)
- Night trains (1979), (dt. von Martin Schoske und Xénia Gharbi Nachtzug. Fischer, Frankfurt 1995 ISBN 3-596-12148-5)
- The watch gods (1981), (dt. Xénia Gharbi Die sieben Dämonen. Fischer, Frankfurt 1995 ISBN 3-596-12147-7)
- Childsong (1981), (dt. von Mechtild Sandberg Bitteres Geheimnis. Fischer, Frankfurt 1993 ISBN 3-596-10623-0)
- Domina (1983), (dt. von Mechtild Sandberg Sturmjahre. Fischer, Frankfurt 1990 ISBN 3-596-28369-8)
- Soul flame (1986), (dt. von Mechthild Sandberg Seelenfeuer. Fischer, Frankfurt 1989 ISBN 3-596-28367-1)
- Vital signs (1986), (dt. von Mechthild Sandberg Herzflimmern. Fischer, Frankfurt 1990 ISBN 3-596-28368-X)
- Green city in the sun (1988), (dt. Rote Sonne, schwarzes Land. Fischer, Frankfurt 1989 ISBN 3-8105-2312-7)
- The dreaming. A novel of Australia (1991), (dt. von Manfred Ohl und Hans Sartorius Traumzeit. Krüger, Frankfurt 1991 ISBN 3-8105-2315-1)
- Virgins of paradise (1993), (dt. von Manfred Ohl und Hans Sartorius Das Paradies. Krüger, Frankfurt 1993 ISBN 3-8105-2318-6)
- The prophetess (1996), (dt. von Manfred Ohl und Hans Sartorius Die Prophetin. Krüger, Frankfurt 1995 ISBN 3-8105-2322-4)
- Perfect harmony (1998), (dt. von Verena C. Harksen Das Haus der Harmonie. Krüger, Frankfurt 1998 ISBN 3-8105-2321-6)
- Sacred ground (2001), (dt. von Veronika Cordes und Susanne Dickerhof-Kranz Himmelsfeuer. Krüger, Frankfurt 2001 ISBN 3-8105-2351-8)
- The blessing stone (2002), (dt. von Susanne Dickerhof-Kranz Kristall der Träume. Krüger, Frankfurt 2003 ISBN 3-8105-2352-6)
- The star of Babylon (2005), (dt. von Susanne Dickerhof-Kranz Spur der Flammen. Krüger, Frankfurt 2004 ISBN 3-8105-2354-2)
- Daughter of the sun (2007), (dt. von Karin König Gesang der Erde. Krüger, Frankfurt 2006 ISBN 978-3-8105-2355-6)
- Woman of a thousand secrets (2008), (dt. von Veronika Cordes Das Perlenmädchen. Krüger, Frankfurt 2008 ISBN 978-3-8105-2356-3)
- This Golden Land (2010), (dt. von Veronika Cordes Dieses goldene Land. Krüger, Frankfurt 2010 ISBN 978-3-8105-2369-3)
- The Divining (2012), (dt. von Veronika Cordes Die Schicksalsgabe. Krüger, Frankfurt 2012 ISBN 978-3-8105-2372-3)
- The Serpent and the Staff (2013), (dt. von Veronika Cordes Im Auge der Sonne. Krüger, Frankfurt 2013 ISBN 978-3-8105-2373-0)
- Rainbows on the Moon (2016), (dt. von Veronika Cordes Die Insel des verborgenen Feuers. Fischer Taschenbuch, Frankfurt 2016 ISBN 978-3-596-19730-9)
- Land of the Afternoon Sun (2016), (dt. von Veronika Cordes Wohin dein Traum dich führt. Fischer Krüger, Frankfurt 2017 ISBN 978-3-8105-2383-9)
- The Far River (2018), (dt. von Veronika Cordes Das goldene Tal. Fischer Taschenbuch, Frankfurt 2020 ISBN 978-3-596-29772-6)

### Unter dem Namen „Kathryn Harvey“
- Butterfly (1988), (dt. von Kalla Wefel Butterfly. Schneekluth, München 1990 ISBN 3-7951-1149-8)
- Stars (1992), (dt. von Dinka Mrkowatschki Stars. Fischer, Frankfurt 2009 ISBN 978-3-596-16857-6; zunächst dt. von Dinka Mrkowatschki Die Sternenfängerin. Goldmann, München 1993 ISBN 3-442-41545-4)
- Private entrance (2006), (dt. von Veronika Cordes Wilder Oleander. Krüger, Frankfurt 2005 ISBN 3-8105-0934-5)

## Filme
Folgende Bücher wurden für das Fernsehen verfilmt:
- 1998 Herzflimmern. Regie: Dieter Kehler (2001 BMG-Video, München)
- 2001 Traumzeit. Regie: Heidi Ulmke (2001 BMG-Video, München)
- 2002 Spiel des Schicksals. Regie: Michael Steinke (2002 BMG-Video, München)
- 2004 Lockruf der Vergangenheit Regie: Marco Serafini (2004 Universum-Film, München)
- 2005 Das Haus der Harmonie. Regie: Marco Serafini (2005, Universum-Film, München)
- 2007 Sturmjahre. Regie: Marco Serafini
- 2009 Karibisches Geheimnis. nach dem Roman Private entrance. Regie: Marco Serafini